# Kurt Bertram (Politiker)
Kurt Bertram (* 2. Dezember 1897 in Braunschweig; † 29. März 1973 ebenda) war ein deutscher Politiker der Nationalsozialistischen Deutschen Arbeiterpartei (NSDAP) und Bankkaufmann. Während der Zeit des Nationalsozialismus gehörte Bertram zum engsten Kreis von Dietrich Klagges, NS-Ministerpräsident des Landes Braunschweig. Aufgrund seines unermüdlichen Einsatzes für das Regime, bezeichnete ihn Reinhard Bein in dem von ihm 2017 herausgegebenen Buch Hitlers Braunschweiger Personal als „willigen Wasserträger, der für die Dienste zugunsten seines Herrn [Klagges] mit Staatstiteln und Pfründen belohnt wurde“.

## Leben
Kurt Bertram war der Sohn des Staatskassensekretärs Heinrich Bertam (1867–1928) und dessen erster Ehefrau Adele Albertine Luise Auguste, geb. Reddehase (1872–1907). Seiner Mutter starb, als er knapp 10 Jahre alt war. Sein Vater heiratete bald darauf Else Schulze.
Bertram besuchte die Oberrealschule (die heutige Gaußschule), die er mit der Obersekundareife abschloss. Anschließend begann er eine Ausbildung in einer Filiale der Deutschen Bank in Braunschweig, die er allerdings am 10. Mai 1916, mitten im Ersten Weltkrieg, unterbrechen musste, weil er zum Wehrdienst eingezogen wurde. Bertram wurde zum Braunschweigischen Infanterie-Regiment Nr. 92 eingezogen. Nach Kampfeinsätzen an der Ost- und der Westfront erhielt er gegen Kriegsende das Eiserne Kreuz II. Klasse. Kurz darauf geriet er im August 1918 als Unteroffizier in französische Kriegsgefangenschaft, in der er 1½ Jahre blieb. Während dieser Zeit war er u. a. als Dolmetscher tätig.
Nach der Rückkehr aus der Gefangenschaft nahm er seine Banklehre wieder auf, beendete sie erfolgreich und war anschließend u. a. Leiter der Scheck- und Wechselabteilung der Braunschweiger Filiale der Deutschen Bank. Anschließend wechselte er als Leiter der Buchhaltung in die Firma Heinrich Thie nach Wolfenbüttel, wo er sich auch niederließ. Seit Februar 1920 war Bertram Mitglied der nationalkonservativen Deutschnationalen Volkspartei (DNVP), im März 1920 trat er dem Stahlhelm, Bund der Frontsoldaten (Stahlhelm) bei.

### Nationalsozialistischer Politiker und Funktionär
Im November 1925 war Bertram zum ersten Mal bei einer Veranstaltung der NSDAP in Braunschweig anwesend, bei der er Adolf Hitler reden hörte. In der Folge begann er, sich intensiv mit der Ideologie des Nationalsozialismus zu befassen. Als Bertram im selben Monat auf einer weiteren Veranstaltung, diesmal in Wolfenbüttel, Bernhard Rust, Gauleiter des Gaus Südhannover-Braunschweig hörte, soll er angeblich nach eigener Aussage spontan aus dem Stahlhelm aus- und noch am selben Abend, dem 25. November 1925, in die NSDAP eingetreten sein. Tatsächlich trat er zum 22. April 1926, also knapp fünf Monate später, der Partei bei (Mitgliedsnummer 34.891).
1927 wurde er Ortsgruppenleiter in Wolfenbüttel, wo er auch dem Stadtrat und Kreistag angehörte. Später vertrat er von 1930 bis 1933 die NSDAP im Freistaat Braunschweig ab 1930 als Landtagsabgeordneter, ab 1931, nach dem Rücktritt und dem Parteiaustritt von Franz Groh als NSDAP-Fraktionsführer und ab April 1933 als Landtagspräsident. Zwischenzeitlich war er als Nachfolger von Albert Duckstein von 1932 bis 1933 Kreisleiter der NSDAP in Wolfenbüttel.
Im Mai 1932 wurde Bertram als Fraktionsvertreter in den Verwaltungsrat der Braunschweigischen Staatsbank gewählt. 1933 wurde er mit dem Titel Staatsbankdirektor in dessen Direktorium gewählt, 1934 wurde Bertram zum Oberfinanzrat und Staatsbankvizepräsident ernannt. Er war zudem Mitglied in den Aufsichtsräten verschiedener Unternehmen, darunter der Braunschweig-Hannoverschen Hypothekenbank.
Durch diese Posten wurde die Unabhängigkeit der Staatsbank faktisch aufgehoben, da Bertram als Vizepräsident der Staatsbank weisungsgebunden gegenüber dem Finanzminister war. Im selben Jahr folgte seine Ernennung zum Kreisleiter der NSDAP in Wolfenbüttel. Als Staatsrat war Bertram vom 9. Mai 1933 bis 12. April 1945 im Kabinett Klagges und übte die Funktion des stellvertretenden Justiz- und Finanzministers, Friedrich Alpers, aus. Nach erfolgter Gleichschaltung des Braunschweigischen Landtages wurde Bertram in Anerkennung seiner Verdienste um die NSDAP zu dessen Präsidenten gewählt.
Seit 1933 war Bertram zudem weltliches Mitglied der Kirchenregierung der Evangelisch-lutherischen Landeskirche in Braunschweig und bis 1945 auch deren Präsident. Von 1935 bis 1936 war er Mitglied der SS (SS-Nummer 234.177) und seit 1936 der SA. Sein letzter Dienstgrad 1942 war Obersturmbannführer.
Bertram nahm als Leutnant bis November 1940 in Polen und Frankreich am Zweiten Weltkrieg teil. Ministerpräsident Klagges, dessen Protegé Bertram war, sorgte dafür, dass sein Schützling u.k.-gestellt und in die Heimat zurückbeordert wurde, wo er seine Partei- und Dienstaufgaben bis Kriegsende unbehelligt erledigte.

### Nachkriegszeit
Nach der Übergabe der Stadt Braunschweig am 12. April 1945 wurde Bertram am 19. April 1945 von den Alliierten interniert, aber am 1. April 1947 wieder entlassen. Er lebte anschließend einige Zeit in Wolfsburg als Versicherungskaufmann und focht das Urteil des „British Review Boards“, er sei gemäß Kategorie III ein Minderbelasteter, an. Am 27. April 1949 wurde er schließlich als Mitläufer (Kategorie IV) entnazifiziert und auf die niedrigste Stufe des höheren Dienstes rückversetzt. Nach Ulrich Menzel gehörte Bertram zum moderaten Flügel der Braunschweiger NSDAP. Ab 1950 lebte er wieder in Braunschweig. Sein Versuch, sich wieder bei der Braunschweigischen Staatsbank einstellen zu lassen, wurde aber sowohl von der Bank als auch vom Niedersächsischen Finanzministerium abgelehnt. Das Ministerium wollte ihm stattdessen einen befristeten „Unterhaltsbeitrag“ zahlen. Staatsbankpräsident Josef Lammers kommentierte diese Absicht am 9. Mai 1950 so: Ich trage erhebliche Bedenken gegen die Bewilligung […]. Es ist zu erwarten, dass […] weite Kreise der Bevölkerung kein Verständnis für eine derartige Maßnahme aufbringen würden. Bertram gelang es jedoch 1954, als 131er wieder Bankbeamter zu werden. 1962 wurde er schließlich als Bankrat pensioniert.

### Privatleben
1925 heiratete Bertram Kaethe Heisterhagen (* 1902 in Detmold), mit der er einen Sohn (* 1929) und eine Tochter (* 1932) hatte.